# أونا هيلي
أونا هيلي (بالإنجليزية: Una Healy)‏ هي كاتبة غنائية وعازفة قيثارة وملحنة ومغنية بريطانية، ولدت في 10 أكتوبر 1981 في جمهورية أيرلندا.

## وصلات خارجية
- الموقع الرسمي
- أونا هيلي على موقع IMDb (الإنجليزية)
- أونا هيلي على موقع ميوزك برينز (الإنجليزية)
- أونا هيلي على موقع أول موفي (الإنجليزية)
- أونا هيلي على موقع أول ميوزيك (الإنجليزية)
- أونا هيلي على موقع ديسكوغز (الإنجليزية)
- أونا هيلي على موقع قاعدة بيانات الفيلم (الإنجليزية)
- أونا هيلي على موقع كينوبويسك (الروسية)